# Yoshinari Takagi
Yoshinari Takagi (高木 義成, Takagi Yoshinari) est un footballeur japonais né le 20 mai 1979. Il est gardien de but.

## Palmarès
- Tokyo Verdy:
  - Coupe du Japon: Vainqueur en 2004
  - Supercoupe du Japon: Vainqueur en 2005
- Nagoya Grampus:
  - J1 League: Champion en 2010
  - Supercoupe du Japon: Vainqueur en 2011[1],[2]